# Borugi
Borugi románul: Borugi, falu Romániában, a Bánságban, Krassó-Szörény megyében.

## Fekvése
Bogoltény (Bogâltin) mellett fekvő település.

## Története
Borugi korábban Bogoltény (Bogâltin) része volt. 1956-ban vált külön településsé 132 lakossal.
1966-ban 110, 1977-ben 82, 1992-ben 51, a 2002-es népszámláláskor 32 román lakosa volt.